# Jag och min far
Jag och min far är en sång och en singel som först framfördes av den svenske artisten och sångaren Olle Ljungström år 1997, men som nådde större framgång i en omarbetad version av Magnus Uggla 2012.
Låten släpptes som singel, och fanns med på albumet Det stora kalaset (1998). Flera recensenter har noterat att den är tydligt inspirerad av Bruce Springsteens låt My Father's House från hans akustiska album Nebraska från 1982.
Originaltexten handlar om en problematisk far-och-son-relation. Tidningen Expressen kallade den för "Olles bästa singel från Olles bästa album" när den släpptes.
2008 spelades den in av Love Olzon på hyllningsalbumet Andra sjunger Olle Ljungström och av Pernilla Andersson på albumet Gör dig till hund.

## Magnus Ugglas version
2012 framförde Magnus Uggla låten i säsong 3 av Så mycket bättre, med en nyskriven text anpassad till sin egen far. Ändringar av musiken gjordes av Anders ”Henkan” Henriksson med inspiration från Georg Friedrich Händels berömda operaaria "Ombra mai fù". Magnus Ugglas text handlar om hur han utväxlade kunskap inom olika ämnesområden med sin nu avlidne far.
Magnus Ugglas inspelning blev en hit på Svensktoppen från 23 december 2012 fram till 17 januari 2016, när den efter mer än tre år (161 veckor) lämnade listan. Inspelningen utsågs även till den populäraste låten på Svensktoppens guldlista, bland samtliga låtar som medverkat sedan Svensktoppens start 1962.

## Låtlista
Text och musik: Olle Ljungström.
1. "Jag och min far" (3:02)
2. "Saker som jag samlat på" (3:55)

## Listplaceringar

### Magnus Ugglas inspelning
| Lista (2012-2013) | Topplacering |
| ----------------- | ------------ |
| Sverige           | 2            |